# The Spitfire Collection
The Spitfire Collection – album kompilacyjny amerykańskiej grupy muzycznej Testament.

## Lista utworów
Opracowano na podstawie materiału źródłowego.
| Nr  | Tytuł utworu                      | Długość |
| --- | --------------------------------- | ------- |
| 1.  | „The New Order” (Live)            | 4:28    |
| 2.  | „Souls of Black” (Live)           | 3:39    |
| 3.  | „Practice What You Preach” (Live) | 4:45    |
| 4.  | „Hatreds Rise”                    | 3:16    |
| 5.  | „The Burning Times”               | 5:16    |
| 6.  | „John Doe”                        | 3:12    |
| 7.  | „Careful What You Wish For”       | 3:30    |
| 8.  | „Down for Life”                   | 3:24    |
| 9.  | „Riding the Snake”                | 4:15    |
| 10. | „Over the Wall”                   | 4:20    |
| 11. | „The Preacher”                    | 3:29    |
| 12. | „Into the Pit”                    | 2:55    |
| 13. | „Trial by Fire” (Live)            | 4:27    |
| 14. | „Disciples of the Watch” (Live)   | 4:54    |
|     |                                   | 55:50   |